# PHILOTAX-Katalog
Der Philotax-Katalog  ist ein elektronischer Briefmarkenkatalog, er wurde 1998 vom PhilAcron Verlag Hommer & Diebold beim deutschen Patentamt als Marke eingetragen.

## Geschichte
Ab 2003 wurde die Philotax GmbH in Bischbrunn gegründet. Philotax verausgabte am Anfang elektronische Briefmarken-Kataloge auf CD-ROM, hauptsächlich Plattenfehler-Kataloge für die Ausgabengebiete Bundesrepublik und Berlin. Ab 1999 wurden spezialisierte Länderkataloge für Philatelisten auf CD-ROM herausgegeben. Ab 2001 wurden gedruckte Briefmarken-Kataloge und später auch elektronische Kataloge für Münzsammler erstellt. Mit PhiloStar wurde 2005 eine Software für Sammler erstellt. 
Mit dieser Datenbank erstellt Philotax selbst seine elektronischen Briefmarkenkataloge. Seit 2008 steht ein „Online-Briefmarkenkatalog“ mit 700.000 Abbildungen kostenpflichtig zur Verfügung.

## Briefmarken-Kataloge
PHILOTAX Software Kataloge enthalten die von staatlichen Postverwaltungen ausgegebenen Briefmarken, Ganzsachen, Markenheftchen sowie weitere philatelistische Artikel für Sammler. Die Preisnotierungen unterscheiden sich von anderen Briefmarken-Katalogen. 

### CD-/DVD-Kataloge
- Deutschland Standard
- Altdeutsche Staaten spezial
- Deutsches Reich mit Gebieten spezial
- Alliierte Besetzung spezial
- Deutsche Demokratische Republik spezial
- Bund+ Berlin Spezial-Katalog
- Abarten Katalog Bund+Berlin

### Elektronische Europa-Kataloge
- Österreich Spezialkatalog
- Schweiz/Liechtenstein Spezialkatalog
- UNO Spezialkatalog (Wien/Genf/New York und Gebiete)

### Elektronische Spezial-Kataloge
PHILOTAX dokumentiert in den Spezialkatalogen, die in der Produktion entstandenen Unterschiede der Farben, Zähnungen, Wasserzeichen, Papier-, Typen-, Auflagen- und Gummierungen. Für Ganzsachensammler gibt es auch einen Plusbrief spezial Katalog.

### Gedruckte Kataloge
Zu einzelnen Themengebieten gibt es verschiedene gedruckte Spezial Kataloge:
- Handbuch der Bogenrandsignaturen (Autor Herwarth Heinzen)
- Plusbrief Spezial Katalog (Autor R. Wommer und H. Gundel)
- Markenheftchen Spezialkatalog Bundesrepublik
- Plattenfehler Katalog Bundesrepublik und Berlin
- Plattenfehler Katalog Altdeutschland
- Plattenfehler Katalog Deutsches Reich
- Plattenfehler Katalog Deutsche Demokratische Republik